# オリンピア (映画)
『オリンピア』(Olympia) は、1938年にドイツで製作された二部作からなる1936年ベルリンオリンピックの記録映画。監督はレニ・リーフェンシュタール。日本では開会式から男子マラソンまでの21種目、9日間の記録である 『民族の祭典』および陸上競技以外の17種目から16日の閉会式までの記録である『美の祭典』として公開された。

## 概要
レニ・リーフェンシュタールはナチスの党大会の記録映画『意志の勝利』を監督した、アドルフ・ヒトラーのお気に入りの監督であり、映画撮影は基本的にナチスの全面的な協力のもとで行われた（宣伝相のヨーゼフ・ゲッベルスとは撮影をめぐり何度も対立したという）。映画にはナチスの嫌う有色人種も数多く登場する。
1年半の編集期間を経て1938年に公開された本作は、映像美と斬新さが世界中から絶賛を受け、ヴェネツィア国際映画祭で最高賞（ムッソリーニ杯）を獲得。日本でもキネマ旬報1940年度外国映画ベストテンの1位を獲得、戦前の観客動員記録を樹立するなど大ヒットを記録した。
しかし第二次世界大戦後にはナチ賛美のプロパガンダ映画として、レニ・リーフェンシュタールは非難を浴びた。そのような政治的な非難とは別にして、芸術的および映画史的な評価は今日までも高く、戦後の映画制作者が幾度となく挑戦したにもかかわらず、この作品を超えるオリンピック映画は生まれていないとされる。

## 創作について
レニは厳密な意味でのドキュメンタリー作品であることにはこだわらず、膨大な記録フィルムに実際の競技映像ではない再現フィルムを加え、スポーツの普遍的な身体美を基準とした独自の編集により、斬新な映像を作り上げようとした。
そのためこの映画の競技シーンの中には、競技後に選手を集めて撮りなおした映像、効果音、練習中の映像なども一部含まれている。たとえば競技が夜間まで及び、感度の問題からフィルムに残せなかった棒高跳や十種競技、ハイライト向けの演出を施されたマラソンや高飛び込みなどがそれにあたる。画面の流れを考えたフィルムの裏焼きなども行われているため、ユニフォームの文字が逆さになっているシーンなどもある。またマイクの集音能力の問題から、選手やヒトラーの肉声以外のほとんどをアフレコ撮りされた音声で賄っているとされる。
こうした演出・創作行為について批判があるが、だからこそ（当時の未熟な撮影技術で）完璧な芸術作品が生めたのだと擁護する荻昌弘などの映画評論家もいる。ルポルタージュ『オリンピア：ナチスの森で』の著者の沢木耕太郎は、こうしたレニの演出行為を踏まえた上で本作を「ベルリン・オリンピックの極上のブロマイド」と表現している。
ちなみにオリンピック映画のジャンルで本作に次ぐ評価を得ている作品の一つに、当作に強く感銘を受けたという市川崑監督の『東京オリンピック』についても、創作的な演出を施した映像に対し公開当時「記録か芸術か」という議論を巻き起こした。

## バージョンについて
陸上競技中心に撮影された『民族の祭典』では、三段跳の田島直人、棒高跳の西田修平、大江季雄、1万メートルの村社講平、マラソンの孫基禎、南昇竜、円盤投の中村コウ、峰島秀、児島フミら各選手の活躍ぶりがうかがわれる。また、『美の祭典』（陸上以外の競技を撮影）では馬術の西竹一、稲波弘次らの姿も確認出来る。しかし、前畑秀子選手が金メダルを獲得し、日本人にとって最も印象深い競技となった女子200メートル平泳ぎは、オリジナル版の『美の祭典』では編集段階で切り捨てられたため、見ることができない。このため1940年の日本公開の際、配給元の東和商事は、急遽ニュースフィルムの前畑選手の競技映像を挿入した独自のバージョンを製作、公開した。挿入された映像の実況はドイツ語だが、ゴール付近で有名な「前畑がんばれ」の日本語実況に切り替わる。
『オリンピア』ではこのように世界各国の事情により、16種類の編集バージョンが作られたため、他の国で上映されたバージョンには日本人選手がほとんど登場しないものも存在する。
1982年、2本の映画が『民族の祭典総集篇・日本公開版』としてまとめられ、VHSとLDで発売されている（劇場未公開）。前畑選手の女子二百メートル平泳ぎのフィルムも挿入され、137分。現在は廃盤。
DVDでは2008年現在、IVCの発売する「アメリカンバージョン」と、コスミック出版の発売する「ドイツ語完全オリジナル版」が出回っている。アメリカンバージョンは実況の英語吹き替えの他、聖火点灯など映画冒頭の儀式的シーン、また一部の競技がカットされており、オリジナル版より数分短い。またどちらの『美の祭典』にも前畑選手の女子二百メートル平泳ぎは入っていない。

## 日本公開
当時の日本ではテレビ放送は存在せずラジオ中継のみであったため、映像が公開されたことは大変な評判となった。映画は大ヒットとなり、当時ライバル社ユナイテッド・アーティスツで『駅馬車』の宣伝を担当していた淀川長治は非常に悔しい思いをしたと回想している。手塚治虫は『アドルフに告ぐ』の冒頭をベルリン五輪で開始し、西田修平と大江季雄の陸上棒高跳びの場面など、当作を意識した描写になっている。